# Настоящий гурами
Настоящий или гигантский гурами (лат. Osphronemus goramy) — пресноводная лучепёрая рыба семейства макроподовых (Osphronemidae). Важный объект аквариумного и прудового рыбоводства. Вид также используется для биологической борьбы с зарастанием водоёмов.

## Описание
Широкие и плоские рыбы. Стандартная длина в 2,0—2,1 раза больше высоты тела. Общая длина тела (с хвостовым плавником) может достигать 1000 мм.
Брюшные плавники имеют по одному жёсткому шипу и по 5 мягких лучей, первый из которых превращён в длинную гибкую нить, служащую органом осязания. В спинном плавнике 11—14 жёстких лучей и 12—14 мягких лучей); в анальном плавнике 10—11 жёстких и 20—23 мягких лучей.
Окраска от бледно- до золотисто-жёлтой, с серебристым отливом и поперечными светло-голубыми полосами. Самец отличается от самки заострённым спинным плавником и более тёмным цветом тела, до почти чёрного в период нереста.
Молодая рыба имеет заострённое рыло и 8—10 тёмных полос. По мере роста, цвета становятся более тусклыми, а голова рыбы увеличивается непропорционально.
|                                            |  |
| Настоящий гурами — молодая и взрослая рыба |  |

## Распространение
Настоящие гурами изначально населяли Большие Зондские острова (Суматра, Ява, Борнео и др.), но в настоящее время разводятся в товарных целях в различных странах Азии (особенно в Юго-Восточной Азии и Южной Азии), а также в Австралии.

## Биология

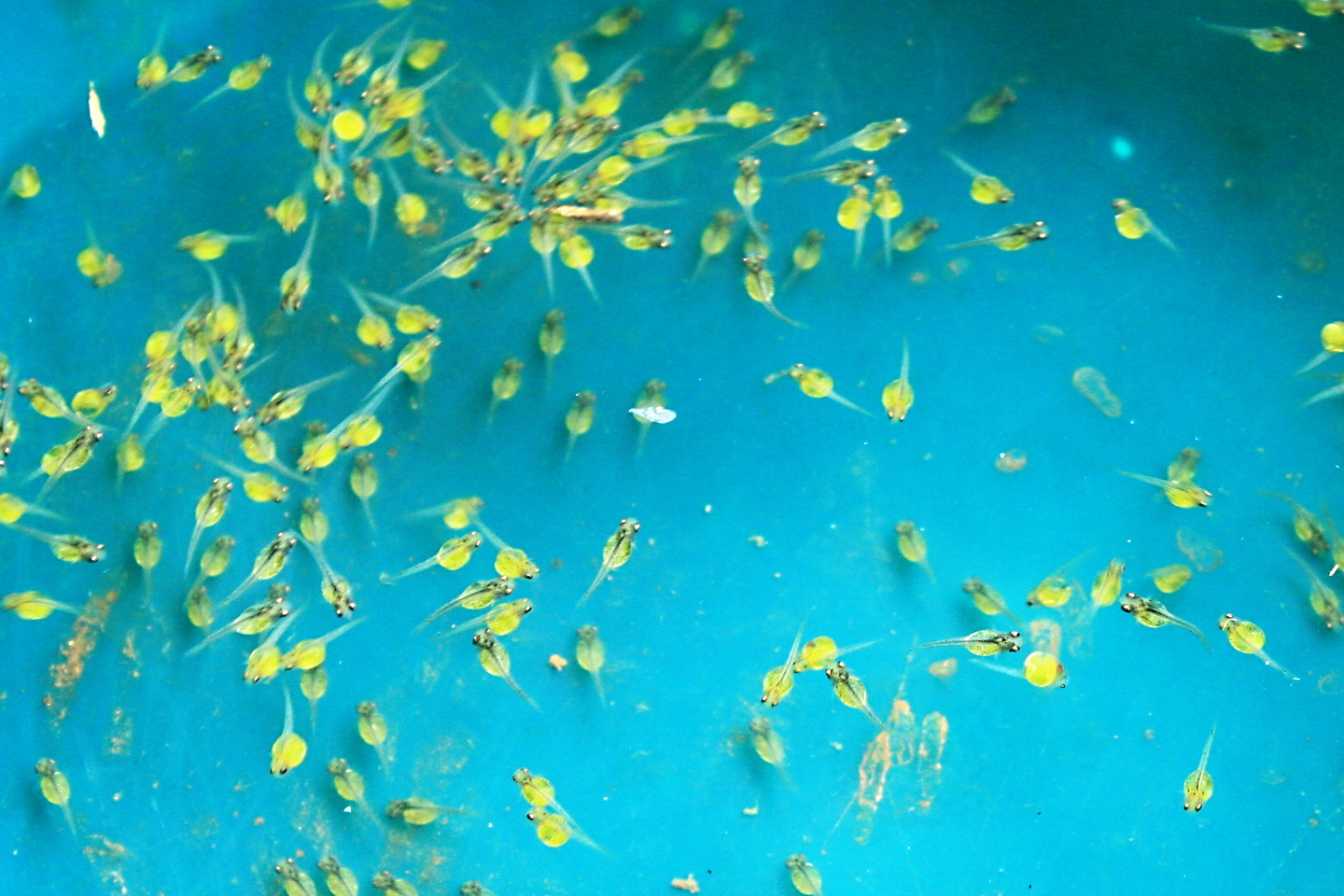
Личинки гурами

В природе населяют медленнотекущие крупные реки, озёра и болота, в том числе с солоноватой водой, предпочитая мелководные водоёмы с большим количеством растений. Способны дышать влажным воздухом и могут выжить без воды в течение длительного времени.
Преимущественно растительноядные рыбы, но также поедают насекомых и мелкую рыбу. Как активные потребители водной растительности используются для борьбы с сорняками в прудах.
Гигантский гурами — икромечущая рыба. Самец перед нерестом строит гнездо из пузырьков, водных растений и растительного мусора. Икра размещается в гнезде или прикрепляется к водной растительности. Личинки выклёвываются в течение 24 часов. После нереста в течение некоторого времени охраняет кладку и мальков.

## Хозяйственное значение

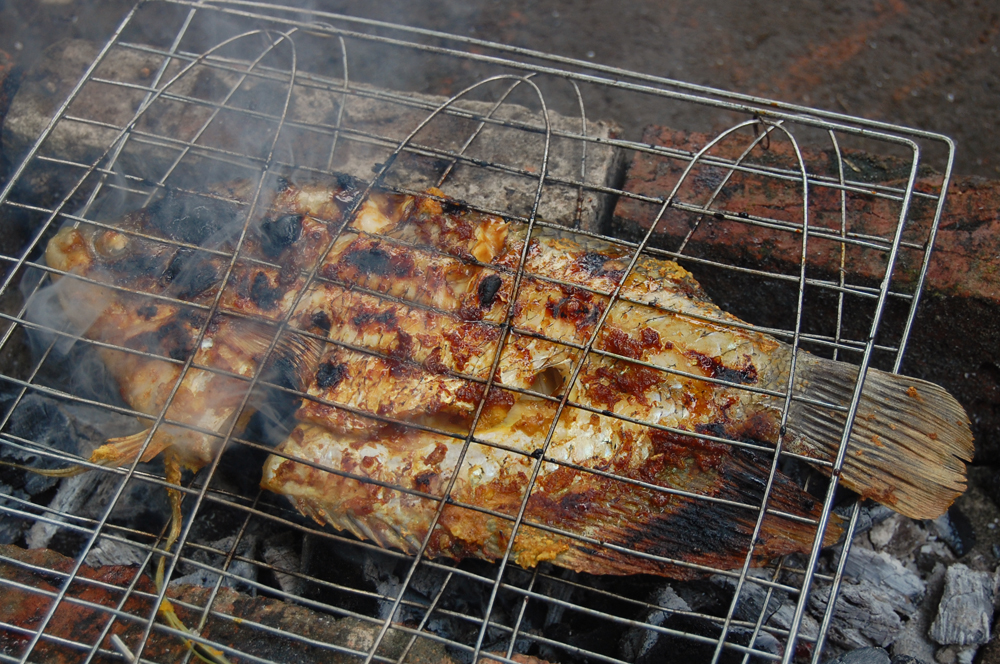
Гурами на гриле, Ява

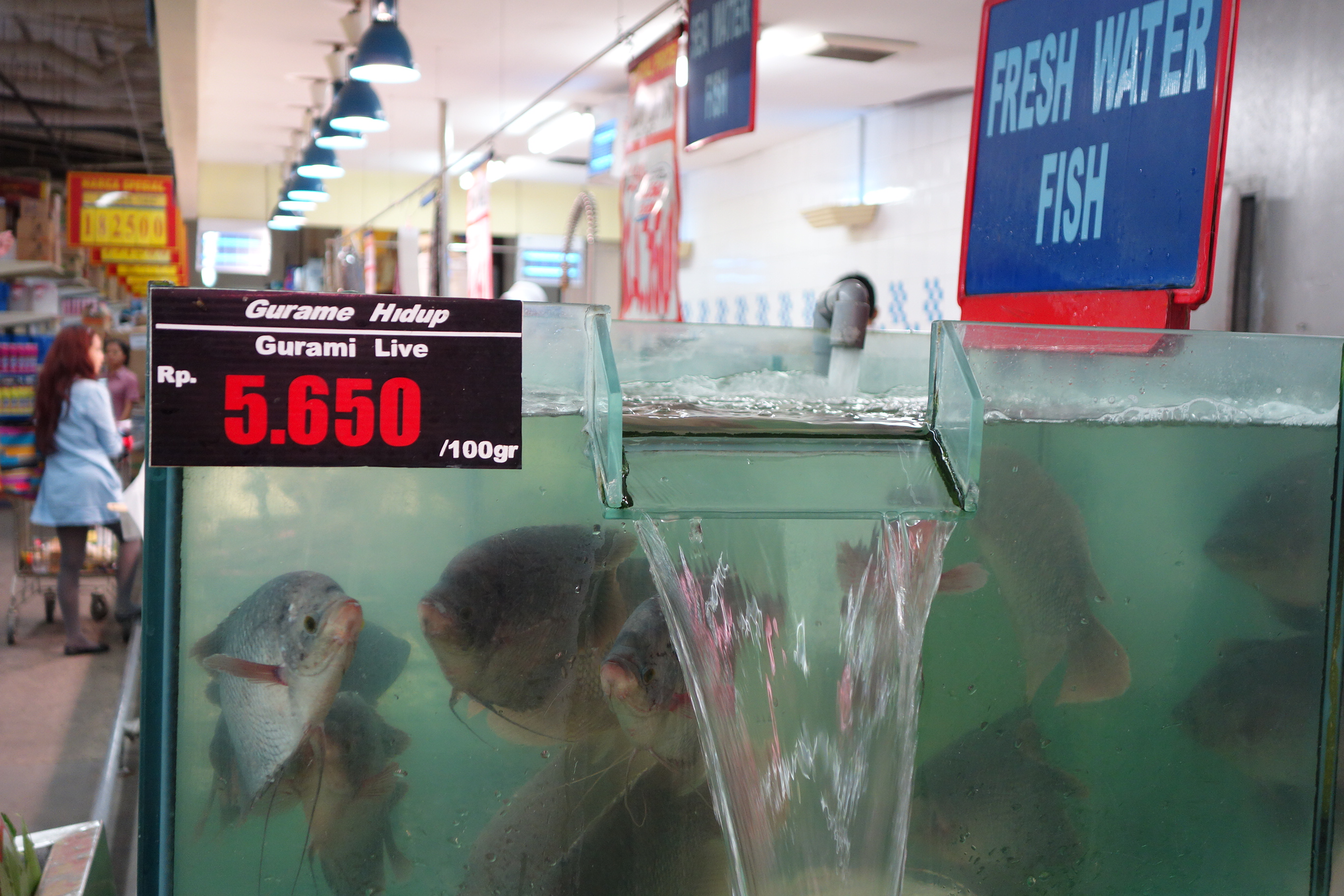
Живые гурами в продовольственном магазине. Джакарта

Большое значение имеет в качестве товарной рыбы в Индонезии и Малайзии. Мясо плотное и вкусное, кости крупные. Гурами почти всегда доступны в ресторанах и используются в виде различных блюд, особенно на гриле и кисло-сладкие. Эта рыба стоит довольно дорого.
Особенно большой популярностью пользуется в яванской кухне — на Яве искусственный пруд с гурами, разводимыми на еду, имеется практически в каждой деревне.
В некоторых частях Индии используется в пищу преимущественно в вяленом виде. Блюда из гурами занимают значительное место в Суданской кухне.
Французы увлекались гурами настолько, что ввели в аквакультуру во многих частях своей колониальной империи. Попытка введения гурами в культуру на юге Франции оказалась безуспешной. Точно так же, не удалась попытка интродукции в Калифорнии.

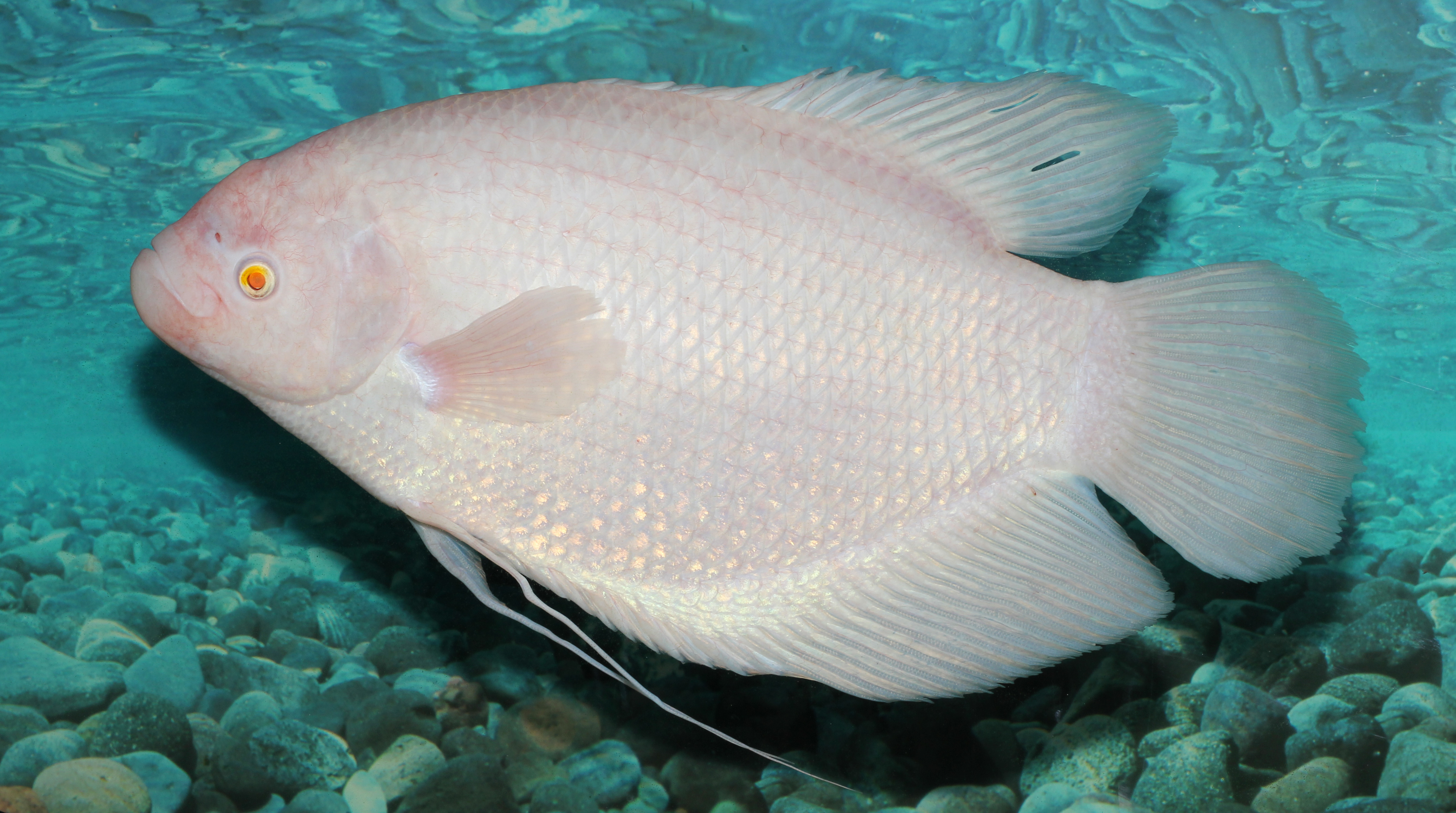
Гигантский гурами, альбинос

Гигантские гурами также разводятся в аквариумах. Взрослые рыбы из-за их размера подходят для содержания только в гигантских резервуарах. При достаточном количестве пищи и места для перемещения мальки быстро растут и в трёхмесячном возрасте имеют около 7,5 см в длину. Даже при не очень идеальных условиях, гигантский гурами способен вырасти с 7,5 см до 50 см в течение четырёх лет. Быстрый рост может стать проблемой для неопытного авариумиста, поскольку мальков гигантского гурами можно спутать с мальками гораздо менее крупного шоколадного гурами.
В то время как молодь может быть агрессивной, взрослые гигантские гурами очень тихие и спокойные рыбы, и поэтому популярны для экспонирования в больших выставочных аквариумах.